# 3214 Макаренко
3214 Макаренко (3214 Makarenko) — астероїд головного поясу, відкритий 2 жовтня 1978 року.
Тіссеранів параметр щодо Юпітера — 3,216.